# 9 (فلم)
9 هو فيلم أمريكي منتج عن طريق الحاسوب بالرسوم ثلاثية الأبعاد من إخراج شين آكر وإنتاج Tim Burton وBekmambetov
وقام بالأداء الصوتي للفيلم كل من اليجاه وود، جون سي رايلي، جينيفر كونيلي، كريسبين غلوفر، مارتن لانداو وكريستوفر بلامر. عرض الفيلم في دور العرض في 9 سيبتمبر 2009 .

## وصلات خارجية
- 9 على موقع IMDb (الإنجليزية)
- 9 على موقع ميتاكريتيك (الإنجليزية)
- 9 على موقع روتن توميتوز (الإنجليزية)
- 9 على موقع نتفليكس (الإنجليزية)
- 9 على موقع ألو سيني (الفرنسية)
- 9 على موقع Turner Classic Movies (الإنجليزية)
- 9 على موقع أول موفي (الإنجليزية)
- 9 على موقع بوكس أوفيس موجو (الإنجليزية)
- 9 على موقع فيلمافينيتي (الإسبانية)
- 9 على موقع قاعدة بيانات الأفلام السويدية (السويدية)